# Dell Inspiron

Логотип Dell Inspiron

Линейка компьютеров Dell Inspiron первоначально позиционировалась как набор бюджетных ноутбуков с ценой от $279. В первых моделях использовались мобильные процессоры Intel Celeron и Pentium II. С 26 июня 2007 года линейка была расширена: в неё вошёл ряд персональных компьютеров, ставших прямым продолжением серии Dimension.

## Модели

### Нетбуки
Inspiron 1999  (Inspiron Mini 10/10v)
Дата релиза: 26 февраля 2009 года.
- Процессор: Intel Atom Z520/Z530 для 1010 и intel atom N270/N280 для 1011
- Оперативная память: 1/2 ГБ DDR2 SDRAM (533 МГц)
- Чипсет: Intel US15W Express для 1010 и Intel 945GSE Express для 1011
- Графическая карта: Intel GMA 500/950
- Жесткий диск: 160/320 ГБ SATA
- Оптический привод: внешний CD/DVD
- Веб-камера: 1,5 Мп
- Wi-Fi: Dell Wireless 1397 802.11b/g или Dell Wireless 1510 802.11a/b/g/n
- Bluetooth: Dell Wireless Bluetooth Internal 365
- Порты ввода-вывода: 1 Кенсингтонский замок, 3 USB 2.0, 1 порт LAN, 1 VGA-выход и 1 HDMI-выход (только 11011), разъем для наушников и микрофона, кардридер, разъем для блока питания.

### Ноутбуки
Inspiron 1110 (Inspiron 11z)
Дата релиза: 19-8 августа 2009 года. Имеет HDMI-выход, однако лишен оптического привода. Модель по своим размерам близка к нетбуку и иногда её относят к нетбукам.
- Процессор: Intel Celeron 723 или Intel Pentium Dual-Core SU4100.
- Оперативная память: 2/4 ГБ двухканальная, DDR2 SDRAM.
- Чипсет: Intel GS45 Express
- Графическая карта: Intel GMA X4500MHD.
- Жесткий диск: 250/320/500 ГБ SATA, 5400 ОБ/Мин.
- Порты ввода-вывода: 3 USB 2.0, 1 ethernet, 1 HDMI, разъемы для наушников и микрофона, кардридер три-в-одном, разъем для блока питания.
  - Bluetooth: Dell Wireless 365
  - Wi-Fi: Dell Wireless 1397 802.11b/g или Dell Wireless 1510 802.11a/b/g/n.